# Лагутін Анатолій Юхимович
Анато́лій Юхи́мович Лагу́тін (12 грудня 1946, Одеса, Українська РСР, СРСР — 30 вересня 2017, Одеса, Україна) — український вчений. Доктор технічних наук, професор кафедри холодильних установок і кондиціювання повітря.

## Життєпис
Працював (1973—2012 рр.) в ОТІХП (Одеський технологічний інститут холодильної промисловості), далі — ОДАХ (Одеська Державна Академія Холоду) на різних посадах, з 2012 року працював в ОНАХТ (Одеській Національній Академії Харчових Технологій).
Був Членом спеціалізованої Вченої ради, Членом науково-технічної ради академії, Науковим керівником ПНДЛ ХТ, Науковим керівником держбюджетних і госпдоговірних тем, Заступником головного редактора Науково-технічного журналу «Холодильна техніка і технологія».
Доктор технічних наук за спеціальністю 142 «Енергетичне машинобудування» (05.04.03 «Холодильна та кріогенна техніка, системи кондиціонування»), тема дисертації: «Удосконалення апаратів повітряного охолодження з трубчато-реберними поверхнями (теорія і практика», професор кафедри холодильних установок.
Найменування закладу, який закінчив: Одеський технологічний інститут холодильної промисловості, 1973 р., спеціальність «Холодильні та компресорні машини та установки», інженер-механік.

## Наукові публікації
1. Князюк В. И. Исследование аэродинамического сопротивления пакетов труб с поперечными наклонными ребрами. [Текст] / Князюк В. И. , Лагутин А. Е., Стоянов П. Ф.// Холодильна техніка і технологія, № 1(135), 2012 р., с. 28—32
2. Князюк В. И. Исследование тепловых характеристик пакетов труб с поперечными наклонными ребрами. [Текст] / Князюк В. И., Лагутин А. Е., Стоянов П. Ф. //Холодильна техніка і технологія, № 1(141), 2013 р., с. 5—9
3. Лагутин А. Е., Князюк В. И. , Стоянов П. Ф. Теплообмен и аэродинамика комбинированных пакетов труб с поперечными наклонными ребрами [Текст] / . Лагутин А. Е., Князюк В. И. , Стоянов П. Ф. // Problemele energeticii regionale. Acadenia de stiinte a Moldovei Institutul Energetica. № 1(21) 2013, с. 70—77
4. Князюк В. И. Сравнительная оценка энергетической эффективности поверхностей теплообмена [Текст] / Князюк В. И., Лагутин А. Е. // Збірник наукових праць НУК «Енергетика» № 1, 2013 р. С. 99—102
5. Лагутин А. Е. Оценка тепловой эффективности труб с поперечными ребрами. [Текст] / Лагутин А. Е., Стоянов П. Ф. // Холодильна техніка і технологія, том 51, вып. 1, 2015 р., с. 25—30.

### Патенти
- Виморожуючий концентратор водяних розчинів. Патент на винахід № 99505.

Є співавтором декількох видань підручника «Холодильні установки» і навчального посібника «Холодильні установки. Проектування», всі видання під грифом МОН.
Всього 167 наукових та науково-методичних праць, 7 патентів та авторських свідоцтв, підручник з грифом МОН та навчальний посібник з грифом МОН декількох доповнених і перероблених видань.

### Науково-дослідні роботи
- Науковий керівник ПНДЛ з холодильної техніки. Керівник наукової школи «Теплообмінні апарати охолоджуючих систем та конденсаторних відділень». Заступник головного редактора науково-технічного журналів «Холодильна техніка та технологія». Заступник голови спеціалізованої ради Д 41.088.03, Фундаментальна держбюджетна робота ПНДЛ за темою «Розробка методології енерготехнологічного моніторингу об’єктів холодильного господарства міжгалузевої структури зберігання продовольчих запасів України (№ держ. Реєстрації 0112U000728)

Прикладні держбюджетні роботи ПНДЛ за темами:
1. «Створити енергоефективну систему охолодження технологічних потоків промислових виробництв». (№ держ. реєстрації 0113U000373)
2. «Створити системи охолодження і теплообмінне обладнання промислових виробництв (у тому числі хімічних), які забезпечать зменшення питомих витрат на виробництво продукції» (№ держ. реєстрації 0115U000284)
3. Госпдоговір Науково-дослідна робота за темою: Система термостатирования РН и КГЧ РКК «Маяк-22».

### Участь у конференціях і семінарах
1. Міжнародна науково-технічна конференція «Сучасні проблеми холодильної техніки і технології», — 2013,2015 р, м. Одеса
2. Міжнародна науково-технічна конференція «Інновації в суднобудуванні» — 2012, 2016 рр,, м. Миколаїв
3. VIII Міжнародна науково-технічна конференція «Сталий розвиток і штучний холод» — Одеса, 2012 р.; 4. Науково-технічна конференція та ін.
4. «Актуальні проблеми енергетики і екології» , . - 2014 р., м. Одеса

Робота з аспірантами та студентами: під науковим керівництвом захищено 5 кандидатських дисертацій. Щорічно керував науковою роботою 4 магістрантів.
Стаж науково-педагогічної та/або наукової роботи: більше 42 років.